# Усть-Сысольский уезд
Усть-Сы́сольский уе́зд — административно-территориальная единица в Вологодской и Северо-Двинской губерниях, а также автономной области Коми (Зырян). Административный центр — город Усть-Сысольск. Усть-Сысольский уезд образован из 29 волостей Яренского уезда в 1780 году.

## История
В 1918 году уезд был передан в Северо-Двинскую губернию. В 1921 году территория уезда отошла к Автономной области Коми (Зырян). В 1922 году уезд был вновь образован в составе АО. В 1926 году Усть-Сысольский уезд был переименован в Сысольский уезд. Упразднён в 1929 году при районировании Северного края. Территория уезда вошла в состав Сысольского района.

## Административное деление
Волости и волостные центры на 1893 год:
I стан
1. Благовещенская волость — Пажгинское
2. Богоявленская волость — Зеленецкое
3. Борисовская волость — Юговское
4. Визингская волость — Визингское
5. Вильгортская волость — Сретенское
6. Воронцовская волость — Пыелдинское
7. Вотчинская волость — Вотчинско-Богородское
8. Ибская волость — Вознесенское
9. Киберская волость — Киберско-Спасское
10. Койгородская волость — Спасское
11. Кочергинская волость — Летское
12. Межадорская волость — Введенский погост
13. Ношульская волость — Лобовское
14. Уркинская волость — Лоемское
15. Шиловская волость — Шиловское

II стан
1. Богородская волость — Вишерско-Богородское
2. Деревянская волость — Деревянское
3. Керчемская волость — Керчемское
4. Корткеросская волость — Корткеросское
5. Мординская волость — Локчимское
6. Небдинская волость — Небдинское
7. Печерская волость — Печерское
8. Подъельская волость — Подъельское
9. Помоздинская волость — Помоздинское
10. Савиноборская волость — Савиноборское
11. Устькуломская волость — Устькуломское
12. Устьнемская волость — Устьнемское
13. Щугорская волость — Щугорское

## География

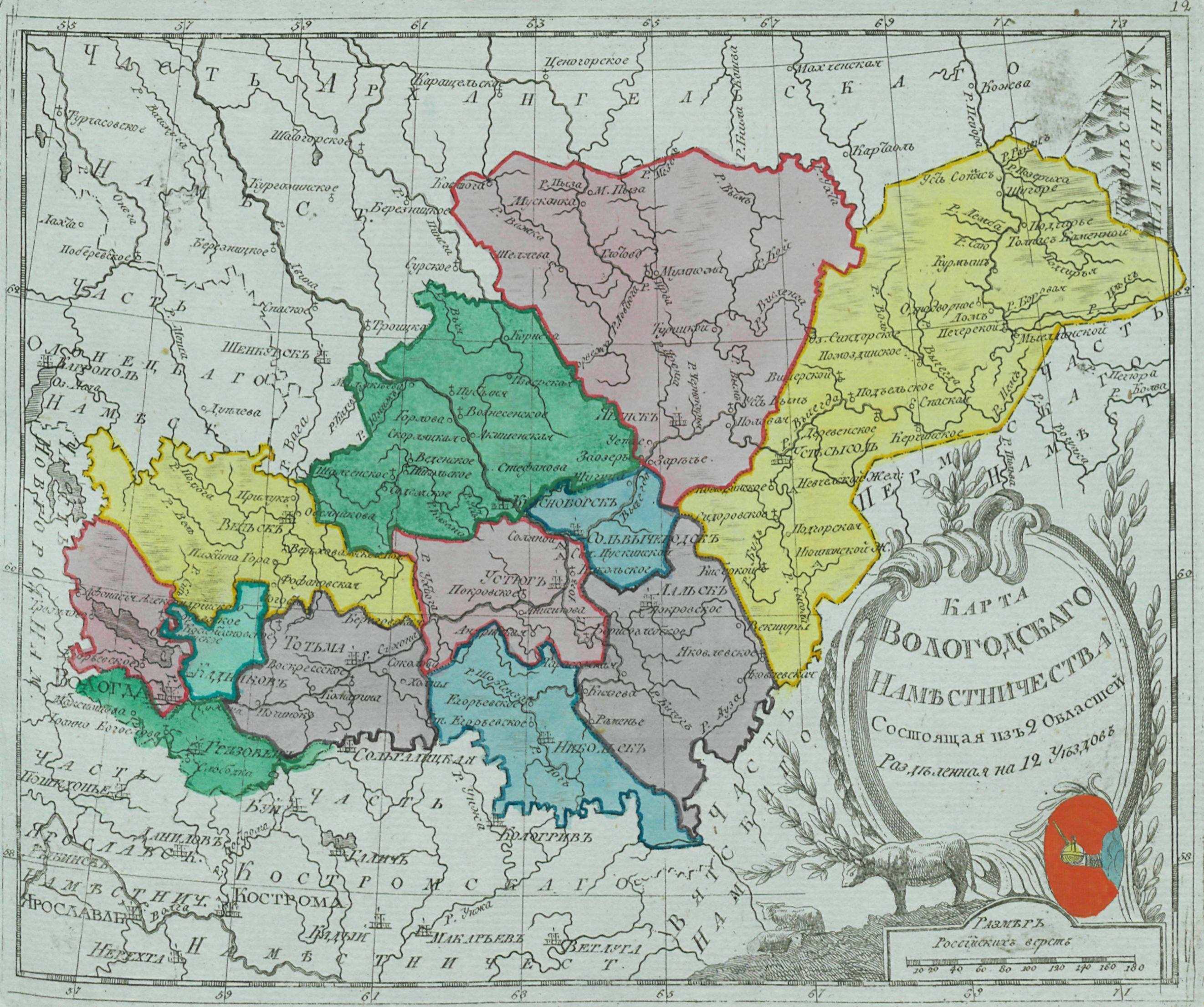
Усть-Сысольский уезд, 1792 год

Усть-Сысольский уезд занимает самый северо-восточный угол губернии. Пространство, по измерению Стрельбицкого, 148 775 квадратных вёрст. Только 5 губерний Европейской России были больше по территории, чем Усть-Сысольский уезд. Уезд пересекается двумя хребтами в меридиональном направлении, Уральским и Тиманским. Последний, впрочем, только своим южным концом заходит в уезд. Между Печорой и Вычегдой довольно обширное место занимают высоты от 560—840 футов, являющиеся отрогами Уральского хребта. Почти все реки уезда принадлежат к бассейну Северного Ледовитого океана, и только верховья некоторых притоков — бассейнам Камы и Вятки. Главные реки уезда Печора, Вычегда, Луза (приток Юга). Притоки этих рек и других настолько близки в своих верховьях, что дают возможность легко устраивать волока, по которым можно попадать из одной системы в другую. Так, через волок в верховьях реки Черь переходят с Ижмы на Вычегду, с Северной Мылвы на Южную Мылву, с Северной Кельтмы на Южную Кельтму. Здесь тогда был прорыт канал при императрице Екатерине II — «Северо-Екатерининский», образовавший непрерывный водный путь между Камой и Вычегдой. Теперь этот канал заброшен. Реки в уезде играют важную роль, как почти единственные пути сообщения, по их берегам расположены единственные луга, и потому всё население уезда ютится около рек. Рыбная ловля играет важную роль в экономическом строе жизни уезда. Из озёр уезда самое большое — Донты (50 квадратных вёрст). Вся поверхность уезда почти сплошь покрыта лесами, значительно вырубленными.

## Экономика

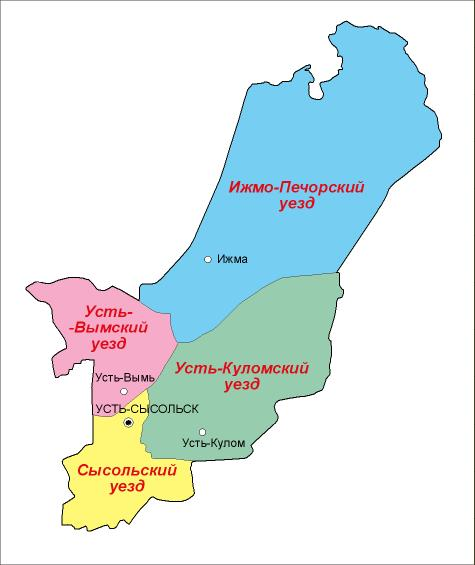
Уезд в составе АО Коми (Зырян)

По берегам рек и речек остался только дровяной лес. Кроме того — леса очень страдают от пожаров, особенно при очистке крестьянами мест под посев, причем они не принимают никаких мер предосторожности. Среди лесов встречаются обширные болота. Из общей площади уезда, величиной в 14 380 190 десятин, пахотной земли 24639 десятин, сенокоса — 46 637 десятин, лесов — 14 034 261 десятин. Посевная площадь в десятинах: озимой ржи — 7614, ячменя — 6108, гречихи — 836, овса — 298, льна — 282 десятины. В 1895 году было собрано четвертей: ржи — 36 810, овса — 3303, ячменя — 66 335, пшеницы — 400 четвертей. Общая площадь лугов — 28 370 десятин, сбор сена — 2 775 454 пудов. В 1900 году было лошадей 17 375, рогатого скота 49 507, овец — 64 396, свиней 1148. В уезде правосл. церквей 41 камен. и 23 деревянн., монастырь 1. Больниц 3. Кроме сельского хозяйства, жители заняты ещё промыслами. Из отхожих промыслов главные: рубка дров на пермских заводах, постройка барок и сплав их к Архангельску, войлочное и портняжное мастерство в Пермской, Вятской и Тобольской губ. Уходит около 7000 чел., с заработком до 100 000 р. Из местных промыслов наиболее прибыльные — заготовка леса и сплав его, извоз, пушной промысел, на который уходят иногда за 200—400 в., обыкновенно дважды в году, в конце сентября до декабря и с января по апрель; в 1894 г. промысел этот дал около 60 000 руб. заработка. Промысловое рыболовство существует только на Печоре. Торговля, кроме уездного города, сосредоточивается ещё на 6 ярмарках; общий их оборот около 160 000 руб. В уездном городе 1 кожевенный завод с производством на 5000 р., в уезде — 1 железоделательный в с. Кажинское и два чугуноплавильных, один в с. Нючпасское, другой в с. Нювчимское; на всех трех заводах около 1600 раб. Заводы работают водяною силою. Кажимский выделывает на 90 000 р., Нючпасский — на 36 000 р., Нювчимский — на 22 000 руб. Ещё в уезде 2 кожевенных зав. (на 8000 руб.) и 3 дегтекуренных (10 000 руб.). Общая сумма заводского производства по городу и уезду доходит до 170 000 р. Земские расходы по смете 1900 г. исчислены в 165 000 руб., в том числе на земское управление 13 000 руб., на народное образование 43 900 р., на медицину 53 700 р.

## Демография
Жителей (1897) — 89 840 (41 080 мужчин и 48 760 женщин). В том числе коми (зыряне) — 82 936, русские — 6830. На квадратную версту — 9,7 человек. Грамотных — 18 %.